# Vossenveld
Vossenveld is een studentenflat van de SSH& aan de Vossendijk in Nijmegen bij het Maas-Waalkanaal. Het complex ligt aan de rand van Hatert, een voormalige vogelaarwijk.
Vossenveld is gebouwd in 1974 en in de zomer van 1975 in gebruik genomen. De architect was Hendriks Campman Tennekes. Het gebouw werd aanvankelijk gekenmerkt door de roestbruine gevelplaten van cortenstaal. Later zijn die platen vervangen waardoor het grijze blokkenpatroon ontstond. Er zijn 626 wooneenheden. Op de begane grond zijn 32 zelfstandige wooneenheden, geschikt voor twee personen. De andere 66 gangen met 594 kamers, tot maximaal tien verdiepingen hoog, hebben een gezamenlijke keuken, twee toiletten en 9 kamers. Iedere kamer is voorzien van een eigen douche met hal en een snelle internetverbinding. Deze kamers zijn 2,85 m bij 5,80 m. De instroom van studenten bestaat slechts uit eerstejaarsstudenten en internationale studenten. Tot 2013 werden drie gangen permanent gehuurd door de Hogeschool van Arnhem en Nijmegen, bestemd voor internationale studenten die studeerden aan deze Hogeschool; sinds 2013 kunnen deze studenten ook op andere gangen geplaatst worden.
Vanaf Vossenveld zijn de RU en de Hogeschool van Arnhem en Nijmegen goed per bus en fiets te bereiken in circa 20 minuten.
In de nabije omgeving zijn Huis Hatert, het winkelhart Hatert, Sportpark De Vossendijk en, tot aan de verhuizing van de roeivereniging naar het Bastion aan de Spiegelwaal in 2023, het drijvende botenhuis van de N.S.R.V. Phocas.